# Cot Lueng Angen (berg i Indonesien, lat 5,83, long 95,33)
Cot Lueng Angen är ett berg i Indonesien.   Det ligger i provinsen Aceh, i den västra delen av landet, 1 900 km nordväst om huvudstaden Jakarta. Toppen på Cot Lueng Angen är 351 meter över havet. Cot Lueng Angen ligger på ön Pulau We.
Terrängen runt Cot Lueng Angen är kuperad åt nordväst, men åt sydost är den platt. Havet är nära Cot Lueng Angen åt nordost.  Närmaste större samhälle är Sabang, 6,2 km norr om Cot Lueng Angen. 